# SN 2006ge
SN 2006ge – supernowa typu Ia odkryta 28 sierpnia 2006 roku w galaktyce A214935+0000. W momencie odkrycia miała maksymalną jasność 21,70m.